# Glimepirid
Glimepirid je bila prva sulfonil ureja treće generacije sa primenom kao antidijabetesni lek. Ovaj lek je veoma potentan i ima dugo vreme trajanja.

## Spoljašnje veze
|  | Molimo Vas, obratite pažnju na važno upozorenje u vezi sa temama iz oblasti medicine (zdravlja). |